# 성냄에 뿌리박은 마음
성냄에 뿌리박은 마음(팔리어: dosamūlacittāni, dosa-mūla citta, 영어: consciousness rooted in hatred)은 특히 상좌부의 교학과 아비담마 그리고 수행에서 사용하는 용어로, 탐 · 진 · 치의 3불선근 중 진(瞋, 성냄)을 직접적 원인 또는 주 원인으로 하여 일어나는 다음의 2가지 마음을 말한다.
1. 불만족이 함께한, 적의와 결합한, 자극받지 않은 마음
2. 불만족이 함께한, 적의와 결합한, 자극받은 마음

성냄에 뿌리박은 마음은 다음의 분류 또는 체계에 속한다.
- 욕계 · 색계 · 무색계 · 출세간에 속한 89 또는 121가지 마음
  - 욕계 마음 54가지
    - 욕계의 해로운 마음  12가지
      - 탐욕에 뿌리박은 마음 8가지
      - 성냄에 뿌리박은 마음 2가지
      - 어리석음에 뿌리박은 마음 2가지

    - 욕계의 원인 없는 마음 18가지
    - 욕계의 아름다운 마음 24가지

## 예

### 1. 불만족이 함께한, 적의와 결합한, 자극받지 않은 마음
예를 들어,
- 나의 어떤 물건을 누군가가 도둑질하여 가져간 것을 알게 되자 불쾌감이 느껴지고, 차후의 이성적인 대처와는 별개로,  자발적으로 그 사람에 대한 적의가 생길 때, 즉, 그 사람이 장차 손해(손상과 해로움)를 입거나 지금 손해(손상과 해로움)를 입었으면 하는 생각이 들 때
- 누군가가 10악 중 살생(殺生, 살아있는 중생을 죽이는 행동), 투도(偸盜, 도둑질 · 사기 · 횡령), 사음(邪婬, 애인·배우자 이외의 사람과 부정한 성교행위), 망어(妄語, 속일 목적으로 행해지는 거짓말), 양설(兩舌, 이간질 · 고자질 · 불필요한 참견), 악구(惡口, 괴롭힘·따돌림 · 욕설·비방·모욕 · 악성댓글), 기어(綺語, 진실과는 거리가 먼 교묘하게 날조된·꾸며진 말)를 나에게 행하거나 혹은 나의 가족에게 행하거나 혹은 나의 친구에게 행하거나 혹은 나의 동료에게 행하거나 혹은 다른 누군가에게 행하는 것을 알게 되자 불쾌감이 느껴지고, 차후의 이성적인 대처와는 별개로, 자발적으로 그 사람에 대한 적의가 생길 때, 즉, 그 사람이 장차 손해(손상과 해로움)를 입거나 지금 손해(손상과 해로움)를 입었으면 하는 생각이 들 때

### 2. 불만족이 함께한, 적의와 결합한, 자극받은 마음
예를 들어,
- 나의 어떤 물건을 누군가가 도둑질하여 가져간 것을 알게 되자 불쾌감이 느껴지고, 차후의 이성적인 대처와는 별개로, 혼자였으면 적의까진 생기지 않았겠지만 친구가 왜 참느냐고 바보 아니냐고 말해서 그 사람에 대한 적의가 생길 때, 즉, 그 사람이 장차 손해(손상과 해로움)를 입거나 지금 손해(손상과 해로움)를 입었으면 하는 생각이 들 때
- 누군가가 10악 중 살생(殺生, 살아있는 중생을 죽이는 행동), 투도(偸盜, 도둑질 · 사기 · 횡령), 사음(邪婬, 애인·배우자 이외의 사람과 부정한 성교행위), 망어(妄語, 속일 목적으로 행해지는 거짓말), 양설(兩舌, 이간질 · 고자질 · 불필요한 참견), 악구(惡口, 괴롭힘·따돌림 · 욕설·비방·모욕 · 악성댓글), 기어(綺語, 진실과는 거리가 먼 교묘하게 날조된·꾸며진 말)를 나에게 행하거나 혹은 나의 가족에게 행하거나 혹은 나의 친구에게 행하거나 혹은 나의 동료에게 행하거나 혹은 다른 누군가에게 행하는 것을 알게 되자 불쾌감이 느껴지고, 차후의 이성적인 대처와는 별개로, 다른 사람이나 드라마 · 영화 · 광고 등의 권유 · 설득 · 회유 · 사주에 자극 받아 그 사람에 대한 적의가 생길 때, 즉, 그 사람이 장차 손해(손상과 해로움)를 입거나 지금 손해(손상과 해로움)를 입었으면 하는 생각이 들 때

## 용어

### 불만족과 적의
불만족(팔리어: domanassa, 산스크리트어: daurmanasya)은 5수 중 우수(憂受)에 해당하는 것으로 정신적인 불쾌감의 느낌 또는 정신적인 괴로움의 느낌을 말한다. 적의(팔리어: paṭigha, 산스크리트어: pratigha)는 남이 손해를 입기를 바라거나 손해를 입히려고 하거나(ill-will), 짜증(irritation) 또는 미워함을 내는 마음작용으로서의 진(瞋)과 해(害)를 말한다. 불만족은 오온 중 수온에 속하고 적의는 오온 중 행온에 속한다.
불교에 따르면, 모든 마음은 반드시 느낌[受]을 동반하는데, 고수 · 우수 · 낙수 · 사수의 5수 중 어떤 느낌을 자동적으로 일으키게 하는 상황을 맞이하는가는 자신이 쌓은 업에 달린 것이며 또한 그 느낌에 대해 어떻게 자동적으로 즉 반사적으로 반응하는 상태인가도 자신이 쌓은 업에 달린 것이다. 불교의 교의에 따르면, 자동적으로 일어난 느낌으로 인해 그 대상 또는 상황에 대해 반드시 반사적으로 적의로써 행동할 이유는 없다. 충분히, 적의 없는 고요한 마음으로 이성적으로 행동하여 불쾌감의 원인을 해소할 수 있다. 또한 자동적으로 일어나는 느낌을 고급한 수준의 느낌[捨]으로 바꿀 수도 있다. 자동적으로 일어나는 우수(憂受), 즉, 걱정 · 근심 · 불쾌감 · 불만족 · 슬픔 · 두려움 등이 일순간에 그치고 말면 크게 문제가 되지 않겠지만 일정 이상 쌓이면 나쁜 일이 일어난다. 따라서 고급한 형태의 사수[捨], 즉, 균형과 평정의 느낌, 편견과 선호에 휩쓸리지 않음의 느낌, 좋음과 싫음에 휘둘리지 않음의 느낌을 가지도록 수행을 통해 스스로를 개발하는 것이 필요하다. 성경의 표현을 빌어 말하자면, 세상에 있지만 세상에 속하지 않을 수 있다. 유가의 표현으로는, 화이부동(和而不同)할 수 있다. 선종의 3조 승찬은 단막증애(但莫憎愛: 다만 미워하고 좋아하지 않으면)라고 하였다. 사(捨)를 개발하는 수행으로 특히 자 · 비 · 희 · 사의 4무량심의 수행이 있다. 고급한 형태의 사수[捨]가 많이 쌓여 있으면 있을 수록, 자신의 업에 의해 만나게 되는 상황도 점차 바뀌며 만난 상황에 대해서도 이성적으로 즉 균형된 마음으로 더 잘 대처할 수 있다.

### 자극
'자극 받지 않음'과 '자극 받음'은, 먼저, '자극 받지 않음'은 어떤 대상을 만났을 때 자신이 쌓은 업에 따라 자연히 일어나는 분노(성냄)를 뜻한다. '자극 받음'은 다음 두 가지를 뜻한다. ① 비록 자신이 쌓은 업에 따라 자연히 일어나는 수준의 분노는 아니지만 다른 존재의 촉발을 받으면 일어나는 수준일 때, 다른 존재의 촉발을 받아 일어나는 분노를 뜻한다. 또는, ② 비록 자신이 쌓은 업에 따라 자연히 일어나는 수준의 분노는 아니지만 자신 스스로의 부가적인 촉발을 받으면 일어나는 수준일 때, 지금 자신 스스로가 여러 방편 즉 수단을 통해 촉발을 가해 일으키거나 다소 시간을 들여 여러 방편 즉 수단을 통해 촉발을 쌓아 일으키는 분노를 뜻한다.